# Garth Brooks (album)
| Recensione | Giudizio |
| ---------- | -------- |
| AllMusic   |          |

Garth Brooks è il primo eponimo album discografico in studio dell'artista country statunitense Garth Brooks, pubblicato nel 1989.

## Tracce
1. Not Counting You (Garth Brooks) – 2:30
2. I've Got a Good Thing Going (Larry Bastian, Sandy Mahl, Brooks) – 2:50
3. If Tomorrow Never Comes (Kent Blazy, Brooks) – 3:37
4. Everytime That It Rains (Charlie Stefl, Ty England, Brooks) – 4:07
5. Alabama Clay (Larry Cordle, R. Scaife) – 3:35
6. Much Too Young (To Feel This Damn Old) (Randy Taylor, Brooks) – 2:53
7. Cowboy Bill (Bastian, Ed Berghoff) – 4:28
8. Nobody Gets Off in This Town (Bastian, DeWayne Blackwell) – 2:17
9. I Know One (Jack Clement) – 2:49
10. The Dance (Tony Arata) – 3:37

## Classifiche
| Classifica (1989-1990)      | Posizione raggiunta |
| --------------------------- | ------------------- |
| Billboard 200 (Stati Uniti) | 13                  |

## Certificazioni
| Certificazione (2010)  | Vendite     |
| ---------------------- | ----------- |
| RIAA disco di diamante | >10.000.000 |